# Dakentaijutsu
Dakentaijutsu (打拳体術, 打拳體術) è un termine giapponese che in alcune scuole di arti marziali che si rifanno al maestro Takamatsu Chōsui indica l'arte della percussione con mani, piedi e altre armi naturali. Nelle scuole in cui è utilizzato, il termine sostituisce termini tradizionali quali karatejutsu, atemi o koppō (唐手術, 當身, 骨法) utilizzati da altre scuole per indicare gli stili percussivi giapponesi senza relazioni note con il karate di Okinawa (空手) che è prevalentemente ispirato agli stili di boxe della Cina meridionale.
Il significato letterale di dakentaijutsu è "destrezza (taijutsu, 体術) nella boxe (daken, 打拳)". L'uso del termine dakentaijutsu risale ai documenti storici (Kukami Monjo, 九鬼文書) di una influente scuola classica di arti marziali, il Kukishin-ryū (九鬼神流) dei nobili di Ayabe o più verosimilmente alla loro ricompilazione ad opera di un maestro di questo stile, Takamatsu Chōsui, nella prima metà del '900. Nel Kukishin-ryū ci si riferisce alla lotta (jūjutsu) con il termine taijutsu. In seguito, i neologismi daken taijutsu e jū taijutsu si sono diffusi principalmente grazie all'opera di allievi o membri della cerchia di Takamatsu per indicare rispettivamente boxe e lotta laddove tradizioni parallele conservano le denominazioni di karate o jūjutsu, utilizzate in origine dallo stesso Takamatsu. Tra i suoi discepoli i più noti sono Hatsumi Yoshiaki, suo allievo diretto, Tanemura Tsunehisa e Manaka Fumio che hanno fondato rispettivamente gli stili: Bujinkan, Genbukan e Jinenkan incentrati attorno alle pratiche di genere ninjutsu di cui Takamatsu si era dichiarato erede. 